# Ficus nota
Ficus nota är en mullbärsväxtart som beskrevs av Elmer Drew Merrill. Ficus nota ingår i släktet fikonsläktet, och familjen mullbärsväxter. Inga underarter finns listade i Catalogue of Life.

## Bildgalleri

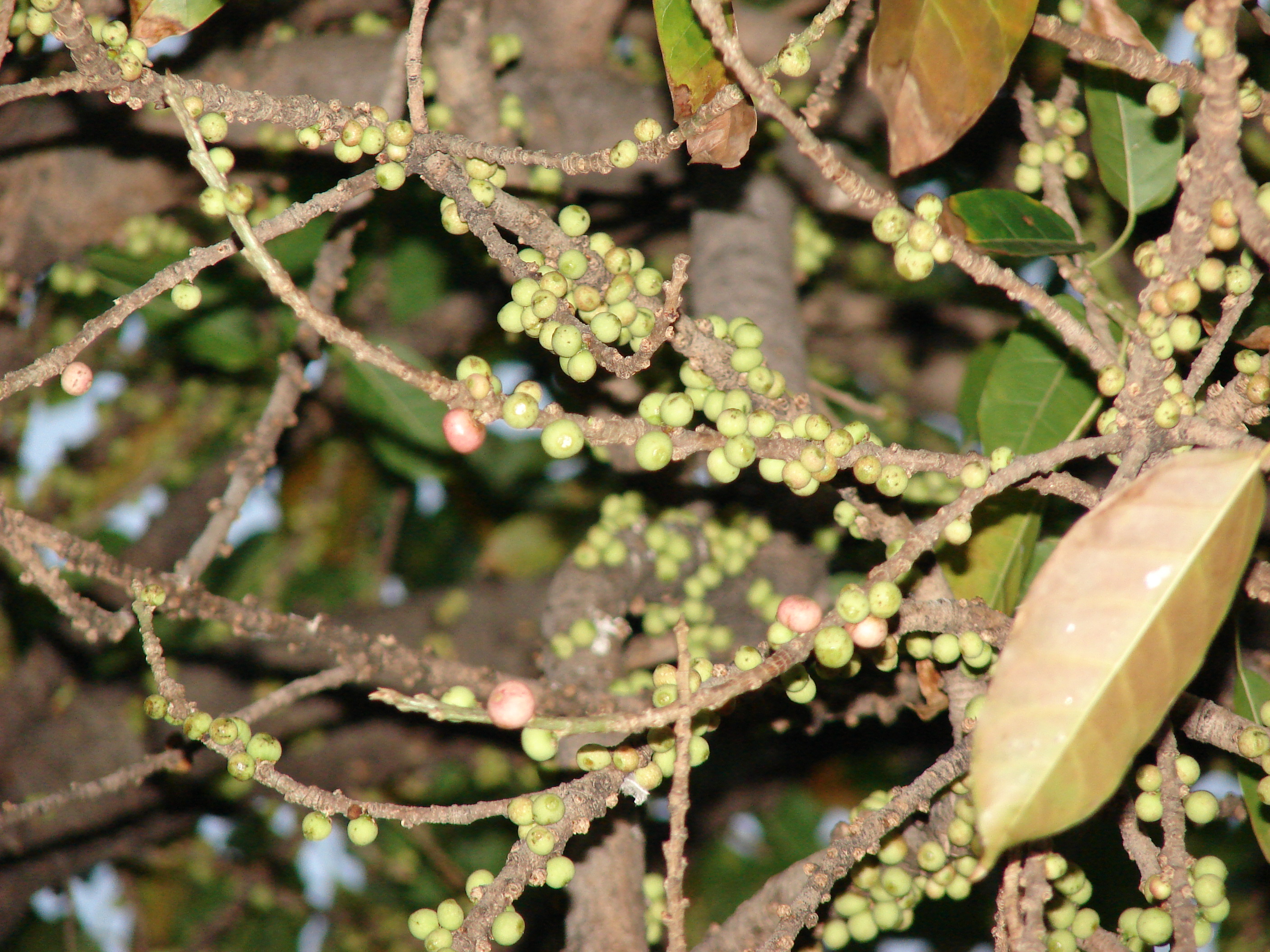
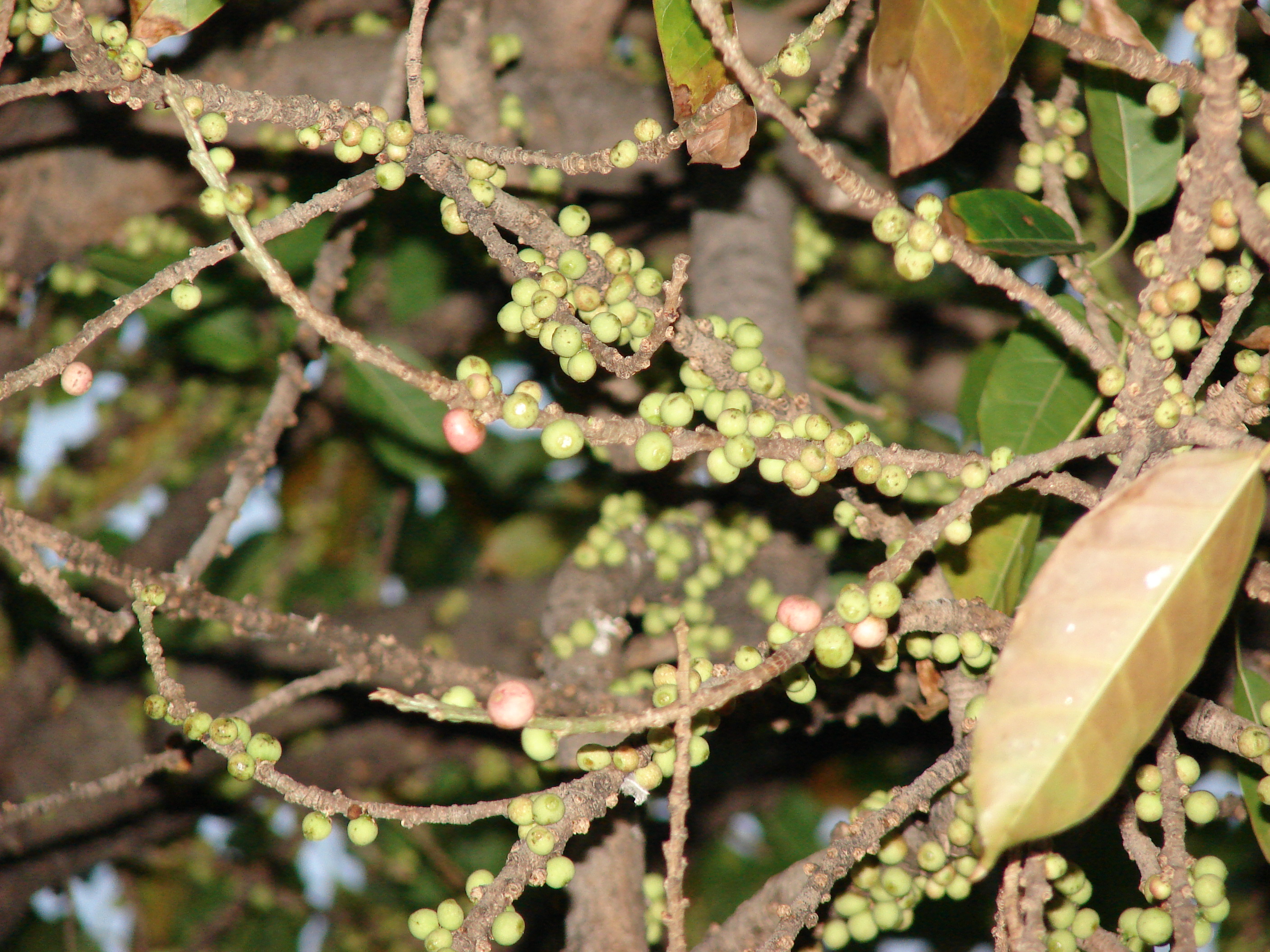
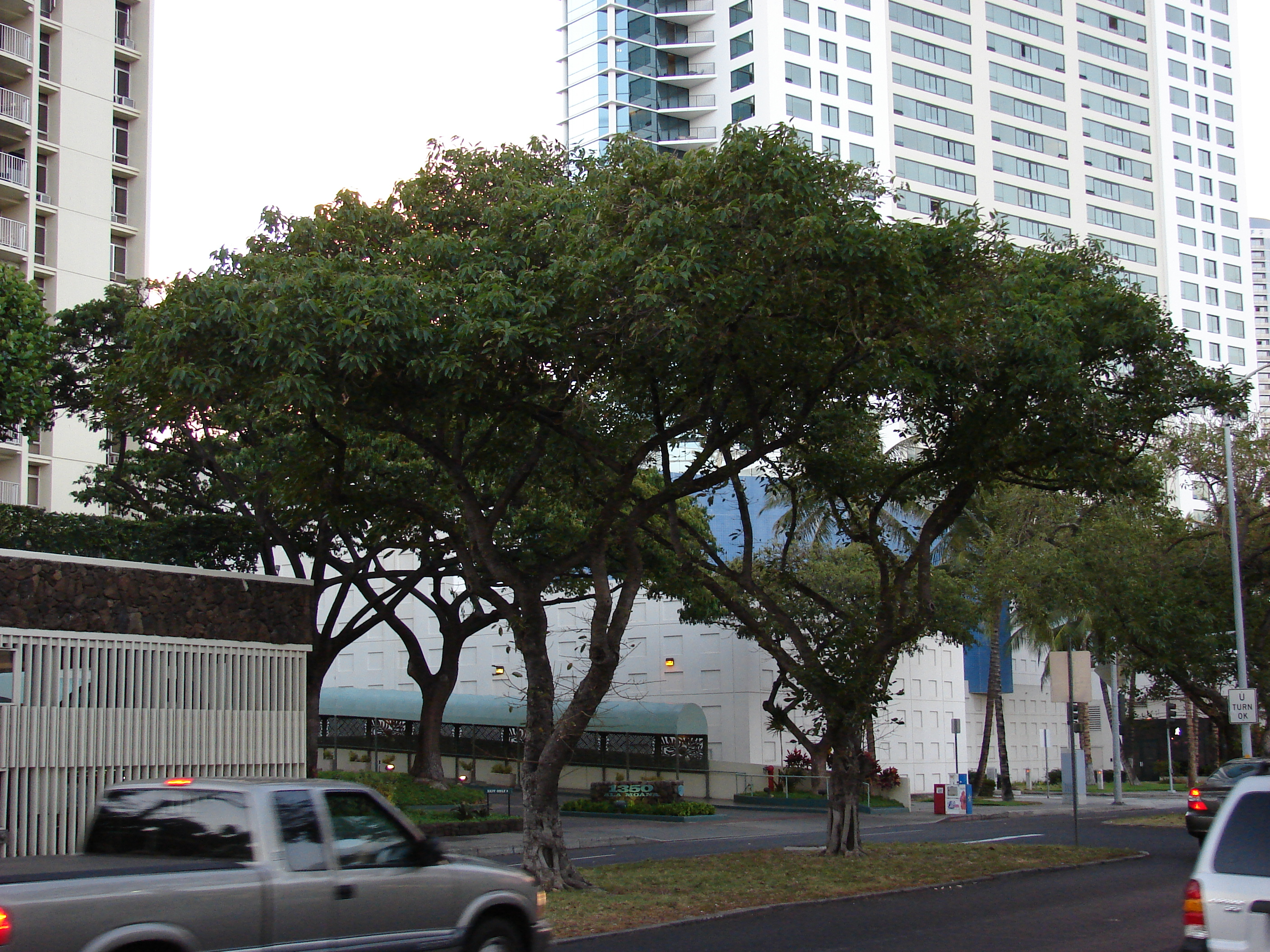
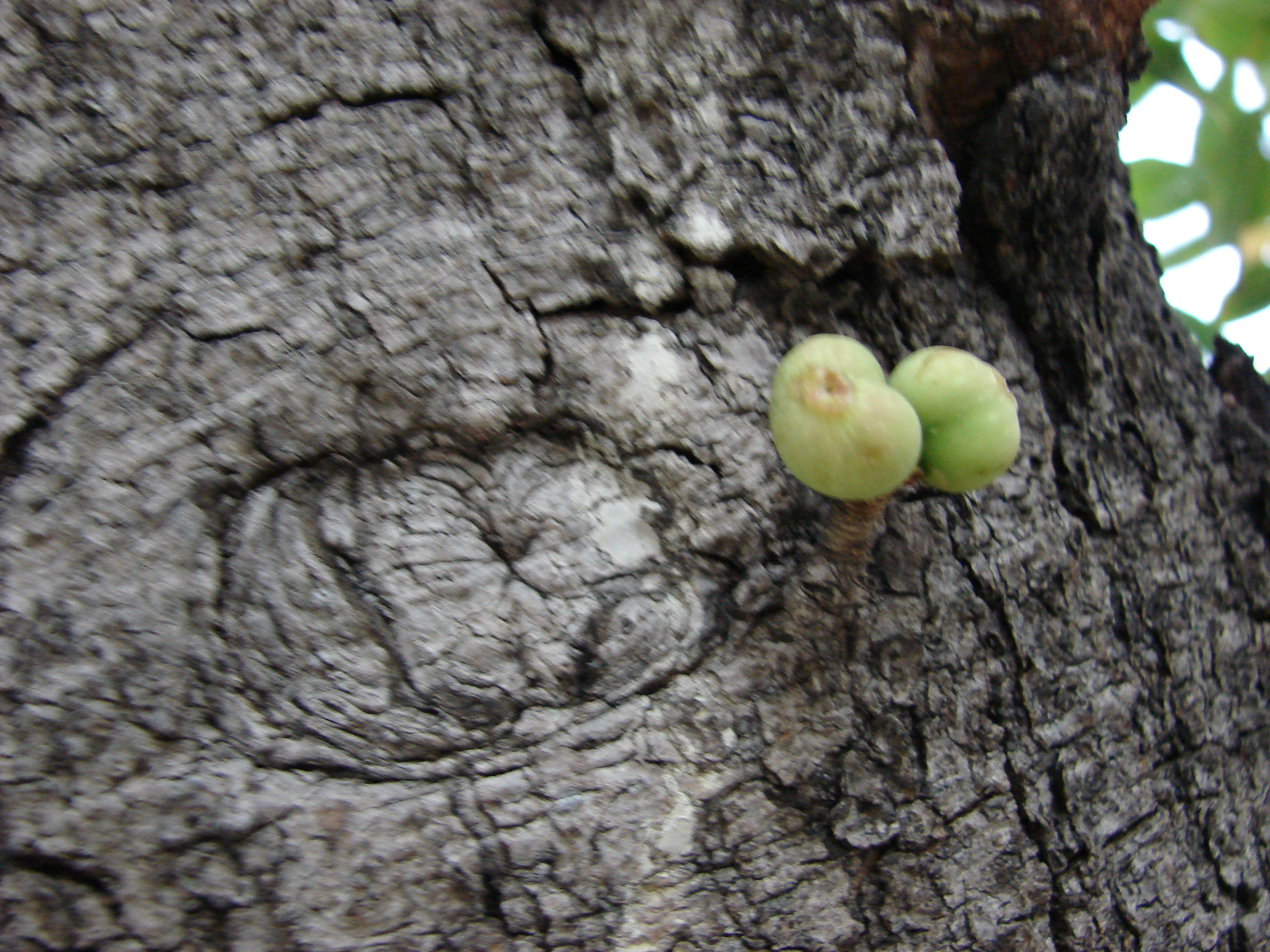
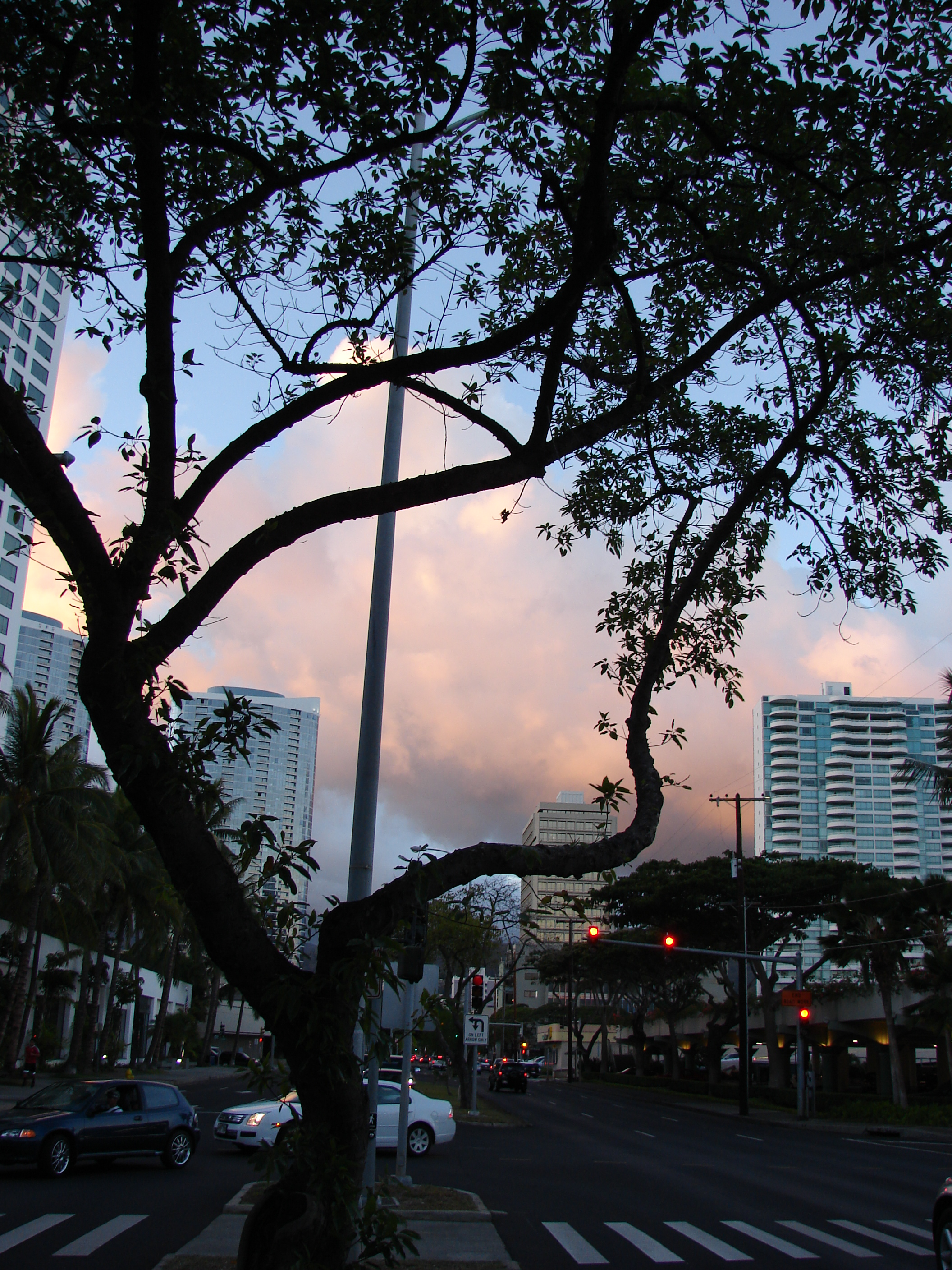